# Спајање костију
Спајање костију или остеосинтеза једна је од медицинских процедура у ортопедској хирургији за учвршћивање поломљених костију металном жицом, плочицама, клиновима и другим материјалима.
Четири главна принципа која мора да задовољи остеосинтеза су; намештање поломљених фрагмената у анатомски положај, стабилна функционална фиксација, атрауматска хируршка техника и активна функција.

## Историја
Преломи костију јављају се откада постоји човек. Још од давних времена постоје покушаји њиховог успешног лечења. Током последњих неколико деценија развој саобраћаја, индустрије и спорта знатно се убрзао. Самим тим знатно се повећала могућност настанка прелома костију. Упоредно са порастом трауматизма и лечења је такође увелике напредовало. Развиле су се различите технике и школе лечења, чему је допринео и напредак у познавању анатомије, хистологије, физиологије и патофизиологије. Данас је лечење прелома посто рутински и без тежих компликација, деформација и инвалидитета, добрим делом захваљујући и остеосинтези.
Велик напредак у начинима и техници остеосинтеза учинила је група швајцарских ортопеда и хирурга (позната као АО-група) која је 1958. године поставила основне критеријуме, које у будућности мора да испуни остеосинтеза: 
- Анатомску репозицију поломљених фрагмената, нарочито код унутарзглобних (интраартикуларних фрактура).
- Механички стабилну (чврсту) остеосинтезу, која одговара савременим принципима биомеханике.
- Очување васкуларизације фрагмената костију, и меких ткива како не би дошло до остеонекрозе и гангрене.
- Рану активну, безболну мобилизацију мишића и суседних зглобова испод и изнад прелома, како би се спречиле компликације.

Неколико деценија касније, почела је примена нове радна хипотезе, изражене кроз четири главна принципа лечења остеоартрозом, која су еволуирала након бројних искустава током времена. Ова нова хипотеза променила је ставове у ортопедској хирургији и ставила нагласак:
- На минималне интраоперативне проблеми са циркулацијом.
- Побољшање консолидације прелома у критичној зони непосредно испод контактних плоча.
- Минимална оштећења коштаног ткива како би се смањио ризик од поновног прелома након уклањања остеосинтетских плоча.
- Примену оптималног имплантаната који толеришу ткива, нпр. титанијума.[4]

## Основне поставке
Хируршко спајање костију изводи се након прелома или остеотомија кости применом следећих метода: 
- егзогена остеосинтеза,
- интрамедуларна остеосинтеза и
- остеосинтеза коштаним трансплантатом

### Егзогена остеосинтеза
Егзогена или спољашња остеосинтеза изводи се применом материјали од метала (или легуре), као што су кашика, вијци, ексери, плоче који се за кост причвршћуј уз помоћ завртња и слично. У зависности од локације прелома она се изводи на различите начине и са различитим металним фиксаторима. 
Недостаци су: дуже време операције, захтевна хируршка интервенција, велика деваскуларизација, већа стопа инфекције, касно оптерећење, медијална нестабилност, рефрактура након уклањања плоче и неестетични приступ. 
Постоји и други начини спољашње фиксације кости; помоћу спољних фиксатора (када се уређај за фиксацију налази изван тела), а за кост је причвршћен помоћу чврсте жице.

### Интрамедуларна остеосинтеза
Интрамедуларна остеосинтеза, у начелу се изводи на дугих костију уз помоће ексера или клинова који се забадају у медуларни канал кости. Изворни облик остеосинтезе уградњом Кинчеровог клина (по аутору који је први осмислио ову методу), до данас је доживела више модификација.
Предности интрамедуларне остеосинтезе огледа се у малом резу коже, краћем времену операције, очувању хематома након прелома и могућности раног ослањања на тежину тела. Мане се састоје у тешкој затвореној репозицији због значајних мишићних сила, иако се клин може користити као инструмент за репозицију, и виша цена имплантата.

### Остеосинтеза коштаним трансплантатом
Остеосинтеза се може извести и помоћу коштаног трансплантата, узетог са здраве кости, који се обично фиксира на поломљену кост уз помоћ шрафова, жице или металне плоче.

## Компликације
Неуролошки испади
Током остеосинтезе може доћи до повреде нерва, са пратећом парезом или парализом дистално од места повреде. Оштећења нерава могу настати као последица прекомерног растезања фрагмената костију током репозиције фрагмената. Већа је вероватноћа да су ове повреде јаве након ручне манипулације, него када се користе посебно конструисани алати.
Васкуларна оштећења
Повреда артерије су врло ретка компликација, али су врло озбиљне, ако се десе. 
Неусклађеност фрагмената
Ако су фрагменти поломљене кости након поступка остеосинтезе, неусклађени за више од 5 степени, може се догодити да се остеосинтетски материјал (вијци, плочице, клинови, жица, спољни фиксатор и сл.) поставе у нетолерантан положај, због посебних општих или локалних околности или да не обезбеђује стабилни положај кости. Тада ће највјероватније, нешто касније, бити потребан још један оперативни захват, да би се тај материјал заменио новим, или надопунио новим материјалом, како би се фрагменти поставили у коректан (физиолошки) положај. 
Незарастање фрагмената
Незарастање фрагмената може бити последица лоше фиксација или монтажа (ломљење плочице, клина или шрафа) и доста је ретка компликација, која се може решити реинтервенцијом.
Инфекција
Инфекција костију је једна од тежих компликација, али на срећу веома ретка. Санира се уклањањем фиксације, тоалетом ране, применом антибиотика и привременим или дефинитивним збрињавањем прелома спољним фиксатором. Након санације инфекције може се поново приступити остеосинтези како би се прелом кости дефинитивно збринуо. 
Анкилоза зглоба
У зависности од степена повреде мишића и локализације прелома могућа је контрактура или укоченост зглоба. Ова компликација може се спречити или третирати активном физикалном терапијом ризичног зглоба након операције. Нпр. компликације на коленом зглобу могу настати у 6-12 недеља после операције.